# إي. إس. بابكوك
إي. إس. بابكوك (بالإنجليزية: E. S. Babcock)‏ هو صاحب مطعم أمريكي، ولد في 1 مايو 1848 في إنديانا في الولايات المتحدة، وتوفي في 1 سبتمبر 1922 في كورونادو في الولايات المتحدة.